# Stefan de Vrij
Stefan de Vrij (Ouderkerk aan den IJssel, el 5 de febrer de 1992) és un futbolista neerlandès que juga com a defensa pel club italià Inter de Milà.
El 13 de maig de 2014 va ser inclòs per l'entrenador de la selecció dels Països Baixos, Louis Van Gaal, a la llista preliminar de 30 jugadors per representar aquest país a la Copa del Món de Futbol de 2014 al Brasil. Finalment va ser confirmat en la nòmina definitiva de 23 jugadors el 31 de maig.

## Palmarès
SS Lazio
- 1 Supercopa italiana: 2017

FC Inter de Milà
- 2 Serie A: 2020-21, 2023-24
- 2 Copes italianes: 2021-22, 2022-23
- 3 Supercopes italianes: 2021, 2022, 2023